# Kerber (ozvezdje)
Kerber je bivše ozvezdje, ki ga je ustvaril Hevelius. Ponazorjeno je kot troglava kača, ki jo Herkul drži v roki.